# أل برونو
أل برونو (بالإنجليزية: Al Bruno)‏ هو منافس ألعاب قوى أمريكي، ولد في 28 مارس 1927، وتوفي في 5 أكتوبر 2014 في بورت شارلوت ‏ في الولايات المتحدة.